# Glenn Dennis
Glenn Dennis (24 tháng 3 năm 1925 – 28 tháng 4 năm 2015) là người sáng lập Trung tâm Nghiên cứu và Bảo tàng UFO Quốc tế tại Roswell, New Mexico, được khai trương vào tháng 9 năm 1991, và tự xưng là nhân chứng của sự kiện UFO ở Roswell năm 1947.

## Thuở ban đầu
Dennis bắt đầu làm trợ lý bán thời gian tại Nhà Tang lễ Ballard vào năm 1940 trong khi vẫn đang theo học Trường Trung học Roswell. Sau khi tốt nghiệp, Dennis được miễn nghĩa vụ quân sự thời chiến vì thính giác kém, và khởi đầu làm nhân viên tập sự nghề mai táng tại Ballard.  Ông tốt nghiệp Khoa Đám tang Đại học San Francisco vào ngày 22 tháng 12 năm 1946 và được giao nhiệm vụ trong hợp đồng quân sự của Ballard, bao gồm cả dịch vụ xe cứu thương và mai táng dành cho Sân bay Quân sự Roswell (RAAF).

## Nhân chứng UFO ở Roswell
Dennis đã thu hút sự chú ý của giới nghiên cứu UFO vào năm 1989 khi ông gọi vào đường dây nóng sau một tập của phim Unsolved Mysteries có chiếu cảnh vụ UFO ở Roswell. Ông là nhân chứng đầu tiên xác nhận các tuyên bố về những thi thể người ngoài hành tinh tại chính căn cứ Roswell.

## Phân tích lời khai
Lời kể của Dennis khá là nổi bật trong cuốn sách nhan đề Crash at Corona xuất bản năm 1992 và The Truth About the UFO Crash at Roswell, xuất bản năm 1994,  cũng như những cuốn sách khác chuyên sâu về UFO, nhưng những nghi vấn nghiêm túc về câu chuyện của ông đã sớm dấy lên. Đối với một số người, như Karl Pflock và Kevin Randle, những mâu thuẫn này đủ lớn để giảm toàn bộ giá trị tin cậy của Dennis.
Một số nhà nghiên cứu, trong đó có Karl Pflock, đã điều tra những tuyên bố của Dennis và tìm thấy một số mâu thuẫn, bao gồm cả nhận dạng của một y tá mà Dennis tuyên bố là một nhân chứng cho cuộc khám nghiệm người ngoài hành tinh đầy khả nghi và sự tham gia của chính Dennis vào trong bất kỳ quá trình ướp xác nào khi giới bệnh lý học đủ tư cách được cho là đã thực hiện việc khám nghiệm tử thi người ngoài hành tinh. Pflock cũng đặt câu hỏi về tính hợp lệ của bản phác thảo của người ngoài hành tinh do Dennis cung cấp.
Lời kể của Dennis được lặp lại trong tác phẩm Witness to Roswell: Unmasking the 60-Year Cover-Up của Thomas Carey và Donald Schmitt, xuất bản năm 2007. Về việc Dennis cung cấp cho các nhà nghiên cứu một cái tên giả, họ viết, "Phản ứng đáng ngạc nhiên và đáng thất vọng của ông ấy là,... 'Tôi đã cho bạn một cái tên giả mạo, bởi vì tôi đã hứa với cô ấy rằng tôi sẽ không bao giờ tiết lộ chuyện này cho bất cứ ai'." Các tác giả sau đó nhận xét rằng "Dennis bị phát hiện đã cố tình cung cấp thông tin sai lệch cho các nhà điều tra, và về mặt kỹ thuật đã làm giảm giá trị trong vai trò một nhân chứng." Tuy nhiên, cuốn sách cũng lưu ý rằng các nhân chứng khác "đã nói với chúng tôi rằng Dennis đã kể với họ về các cuộc gọi liên quan đến những hộp đựng hài cốt có kích cỡ trẻ em khi nó xảy ra" và rằng "Dennis đã nói với họ về cuộc cãi vã của ông tại khu bệnh viện trong căn cứ từ lâu trước cả khi Roswell trở thành một từ ngữ hiện diện trong đời sống gia đình." 